# Sedlo (Kobarid)
Sedlo (Duits: Settel) is een plaats in Slovenië en maakt deel uit van de gemeente Kobarid in de NUTS-3-regio Goriška. De plaats telde 66 inwoners op 1 januari 2020.